# Laço de indução
Laço de indução é um termo historicamente usado para descrever um sistema de comunicação eletromagnético que explora um fenômeno que foi (segundo a lenda) descoberto por acidente, num campo de batalha durante a Primeira Guerra Mundial. Um operador de telégrafo fazia testes em um laço de cabo de telefone no campo, quando um operador de rádio, dentro do laço, notou sons em um fone de ouvido que tinha um conector defeituoso e em curto-circuito. A explicação original do fenômeno foi através da teoria dos transformadores convencional. Barry Pyatt, engenheiro de equipamentos sênior e líder do projeto na Rediffusion-Reditune (Rediffusion House, Avenida Cray, Orpington, Kent), em 1973, demonstrou matematicamente que o fenômeno poderia variar de acordo com a localização global da instalação.

## Desenvolvimento
Simulações de computador complexas foram feitas na Universidade de Londres, levando em conta a magnitude e o grande ângulo do campo magnético da Terra, e isso confirmou a afirmação de Pyatt de que o fenômeno era mais devido a uma modulação do campo magnético da Terra do que uma simples teoria de associação de transformadores. A Rediffusion era, naquele tempo, uma organização multinacional e testes conduzidos pelas filiais sul-africanas e americanas também indicaram que as previsões de Pyatt estavam visívelmente corretas. Rediffusion-Reditune ganhou um "Ministro de Postes & Licenças de Telecomunicação" e desenvolveu um dos primeiros amplificadores de laço de indução comerciais (Código do Produto LAA 100) para uso no mundo industrial de comunicações em ambientes barulhentos. Equipamentos de proteção auditiva e montagem de telecoil (peça presente em muitos aparelhos auditivos) para o sistema vieram da A & M Hearing Aids em Crawley, West Sussex.
O critério da aderência requerida para o máximo ampere/ciclo padrão criado por MINPOSTEL foi alcançado pela tecnologia de thermocouples aquecidos indiretamente. Toda a gama da história, tecnologia e desenvolvimento da Rediffusion de sistemas de laços de indução foi internamente publicada em um memorial para o então império global da Rediffusion/ British Electric Traction e distribuída entre um contingente internacional de engenheiros e diretores de companhias em uma conferência de engenharia no Bromley Court Hotel, em 1974. Pyatt tornou-se líder do grupo de desenvolvimento em engenharia na Rediffusion-Reditune e o seu time começou a desenvolver um sistema de quatro bandas VNB VLF (120 kHz) de frequência modulada.

## Implementações
O sistema "aéreo" de uma instalação de laço de indução normalmente consiste em um laço grande e único ou de muitas voltas, ou de um desenho complexo e multigomos, de sublaço de fase coincidente, mais efetivamente montado sobre a área de recepção requerida em aplicações industriais. O receptor é classicamente um indutor de núcleo metálico muito pequeno (telecoil), apesar de a Rediffusion ter demonstrado um protótipo de um sistema de efeito de salão em seu sistema PLL FM. O sistema normalmente usa um amplificador de potência analógico combinado à baixa impedância do laço de transmissão. A transmissão é mais comumente direta do que superexposta ou modulada através de um condutor.

## Outras aplicações
Uma aplicação popular alternativa de "laços de indução" é aquela relacionada a detectores de metais, onde uma grande bobina, que forma parte de um circuito ressonante, é efetivamente "dessintonizada" pela proximidade da bobina de um objeto condutor. O objeto detectado pode ser metálico (detecção de metais e cabos) ou condutivo/capacitivo (detecção de vigas/cavidades), outras configurações desse equipamento usam duas ou mais bobinas receptoras e o objeto detectado modifica a ligação indutiva ou altera o ângulo de fase da voltagem induzida nas bobinas receptoras relativas à bobina osciladora.

### Aplicações modernas
- Detecção de veículos em semáforos.
- Sistemas-guia de estacionamento de veículos.
- Detectores de metais.

### Aplicações históricas
Um laço indicador antissubmarinos era um dispositivo usado para detectar submarinos e barcos de superfície usando cabos submersos conectados a um galvanômetro.